# Dajananda Saraswati
Dayananda Saraswati swami Dajananda Saraswati (dewanagari स्‍वामी दयानन्‍द सरस्‍वती, en. Swami Dayananda Saraswati) (ur. 1824, zm. 1883) – indyjski przywódca religijny i reformator indyjski, założyciel Stowarzyszenia Ariów (Arja Samadź), głosiciel odrodzenia hinduizmu. W 1877 roku przybył do Pendżabu, gdzie nawoływał wyznawców sikhizmu do powrotu na łono religii hinduskiej, w lekceważący sposób wyrażając się o Guru Nanaku i świętej księdze sikhów Guru Granth Sahib, złożonej w amritsarskiej Złotej Świątyni.